# 米德群島
62°27′04.4″S 60°04′03″W / 62.451222°S 60.06750°W

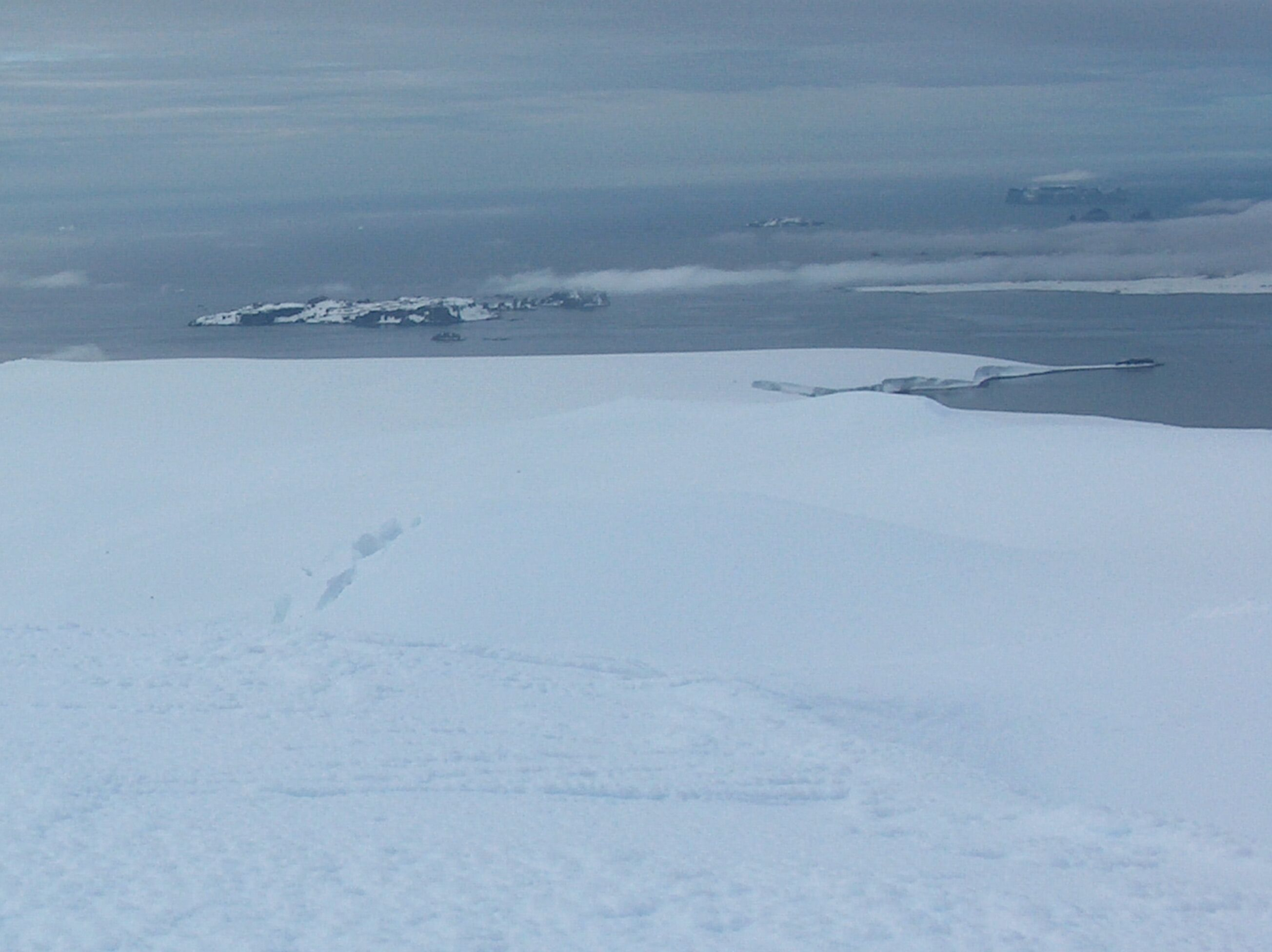

米德群島是南極洲的群島，由茲維里諾島和凱夫島兩座島嶼組成，面積分別是0.48和0.18平方公里，處於皮拉米德島東南面3.9公里，現時由南極條約體系管理。

## 外部連結
- SCAR Composite Antarctic Gazetteer（页面存档备份，存于）.